# Biblioteca monseñor Bernabé Piedrabuena
La Biblioteca del Obispado de Catamarca, abrió sus puertas un 20 de octubre de 2007 y así comenzó a prestar un servicio a la comunidad; llevando el nombre del primer Obispo de la Diócesis de Catamarca, Monseñor Bernabé Piedrabuena; gracias al convenio realizado entre el Obispado y la Municipalidad de San Fernando del Valle de Catamarca.
A partir de ese día se transformó en un recoleto lugar de la cultura catamarqueña, ya que esta supo contener a las distintas Instituciones Culturales e intermedias de nuestra provincia; como a la Sociedad Argentina de Escritores (SADE); Comisión de la Damas Belgranianas;  La Junta de Estudios Históricos; Comisión de las Damas Catamarqueñas y otras; las antes mencionadas instituciones supieron aprovechar esta apertura para mostrar sus actividades dentro de la Colectividad de Catamarca y lo hicieron a lo largo de estos años, ofreciendo disertaciones de distintos temas que involucran a nuestra historia provincial y argentina. 
La Biblioteca, cuenta 13.000 ejemplares, entre ellos diarios y revistas antiguas; además con materiales bibliográficos que datan desde el comienzo de la Edad Moderna hasta nuestra época. 
Más de quinientos años de labor intelectual en la cultura de occidente, en primeras ediciones conservadas con estudio y labor por la diócesis local, han sido cedidos en préstamo a la Municipalidad de San Fernando del Valle de Catamarca; quien será la encargada de administrarlos, consérvalos  y ponerlos a disposición del público en general: al día de la fecha la responsable y encargada de la Biblioteca, es la Prof. Claudia Josefina Acosta.
A continuación se detallan algunas de las obras que guarda la biblioteca: Diccionarios de la Real Academia Española: ediciones de 1884, 1891, 1908, 1914 y 1939; obras teológicas, como  la obra completa de Francisco Suárez, el eximio teólogo español, en 26 tomos en latín, que datan del año 1856; obras literarias e históricas, la colosal recopilación de los documentos del general San Martín del año 1910, en 7 tomos, ordenada por la Comisión Nacional del Centenario; Historia de la Lengua y Literatura Castellana, por Julio Cejador, en 9 tomos de 1918; la colección completa Austral sobre Literatura conteniendo obras máximas de nuestra literatura desde la expedición  a las Galias, de Julio César; Lord Byron, Shakespeare, o Balzac, con su Comedia humana; ejemplares únicos, Altegoriarum Sylva, escrito e impreso en 1587 por Hieronymo Laureto, en Venecia; el Quijote apócrifo del misterioso Alonso Fernández de Avellaneda y los increíbles 9 tomos del Teatro crítico universal en edición de 1778, escrito por Benito Jerónimo Feijoo y Montenegro sobre los temas más variados y con un planteamiento desconcertante, revelando la altura de los conocimientos de la España pre-napoleónica. 
También esta biblioteca resguarda las obras referidas a Nuestra Madre del Valle y del gran Fray Mamerto Esquiú, dos pilares de la religiosidad, de la fe y espiritualidad del pueblo catamarqueño.
Párrafo aparte merece la celebración del Centenario de la Diócesis  y del Bicentenario de la Patria, con un ciclo de conferencias a cargo de destacados intelectuales del medio.
La Biblioteca se encuentra situada en la calle San Martín 954, San Fernando del Valle, Catamarca, Argentina